# Venezuela na Letních olympijských hrách 2012
Venezuela se účastnila Letní olympiády 2012. Zastupovalo ji 69 sportovců (43 mužů a 26 žen) v 15 sportech.

## Medailisté
| Medaile | Jméno         | Sport | Soutěž                |
| ------- | ------------- | ----- | --------------------- |
| Zlato   | Rubén Limardo | Šerm  | kord muži jednotlivci |